# لژاندر ۲۶۹۵۰
سیارک ۲۶۹۵۰ (به انگلیسی: 26950 Legendre، نامگذاری: 1997JH10) بیست و شش هزار و نهصد و پنجاهمین سیارک کشف شده‌است که در ۱۱ مه ۱۹۹۷ کشف شد.